# 汤姆·克罗普
托马斯·卡尔·克罗普（英語：Thomas Carl Kropp，1953年2月12日—），美国NBA联盟前职业篮球运动员。他在1975年的NBA选秀中第3轮第48顺位被华盛顿子弹选中。